# Labrador

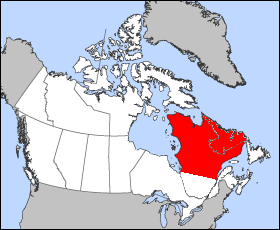
Poloostrov Labrador (červeně)

Labrador (anglicky Labrador Peninsula, francouzsky Péninsule du Labrador) je poloostrov na severovýchodě Kanady o rozloze 1 400 000 km². Je obklopen Hudsonovým zálivem ze západu, Hudsonovým průlivem ze severu, Labradorským mořem z východu a zálivem sv. Vavřince z jihovýchodu. Název poloostrova je odvozen od jména portugalského mořeplavce João Fernandese Lavradora, který počátkem 16. století poloostrov Labrador objevil.

## Obyvatelstvo
V severovýchodní části poloostrova se nachází stejnojmenná oblast, která je pevninskou částí provincie Newfoundland a Labrador. Zbytek poloostrova náleží k provincii Québec. Celkem zde žije 150 000 obyvatel. Původními obyvateli poloostrova jsou indiáni z kmenů Montagnis, Naskapi a Krí; na severu též Eskymáci.

## Geologie
Labrador je částí kanadského štítu, je tvořen rulami a granity. Od mořské hladiny z Hudsonova zálivu se ve východním směru zvedá až do nadmořské výšky 1652 m.